# The Voice Kids (seizoen 6)
Het zesde seizoen van The Voice Kids, een Nederlandse talentenjacht, werd van 24 februari t/m 21 april 2017 uitgezonden door RTL 4. De presentatie lag in dit seizoen in handen van Martijn Krabbé en Wendy van Dijk. Backstage werd er gepresenteerd door Jamai Loman. Er waren drie coaches: Ali B, Ilse DeLange en Marco Borsato. De kandidaten waren in de leeftijd van acht tot en met veertien.